# Camille Bernardin (rose)
'Camille Bernardin' est un cultivar de rosier hybride remontant, obtenu en 1865 par Gautreau et issu de la variété 'Maurice Bernardin' (1861). Il doit son nom à Camille Bernardin (1831-1894), avocat et botaniste passionné de roses, ami de Gautreau, et cofondateur du Journal des roses.

## Description et histoire
Ce rosier montre une fleur opulente de 10 à 11 cm de diamètre, pleine, bien faite, rouge vif à pétales liserés de blanc, très odorante. Son buisson s'élève à 120 cm. Primée à Brie-Comte-Robert, cette rose se classera parmi les quinze roses les plus parfumées de son époque. En 1880, le Journal des roses lui consacra une de ses pages en gravure coloriée, puis une seconde gravure parue en 1903 dans Le Livre d’or des roses. 
Cette variété brilla surtout en Belgique et en Angleterre où la Société Nationale des Roses lui décerna sa médaille d’or, distinction annuelle (1877?) décernée à la rose hybride remontant la plus fréquemment exposée à Brockam.
Dans une déclaration à l’exposition de roses de Troyes en 1887 Camille Bernardin, alors maire de Brie-Comte-Robert et conseiller général, mentionna que le meilleur classement national de la rose qui porte son nom fut une 21e place en France et une 6e place en Angleterre. En 1895, The Journal of Horticulture lui octroie encore un 25e rang pour la période 1886-1894. Jusqu’à la fin du XIXe siècle elle restera en Angleterre l’une des rares anciennes toujours présentes aux expositions organisées par The National Roses Society, comme à Londres au palais d'expositions (Crystal Palace) en 1889, 1893 et 1897. Un niveau très honorable compte tenu des milliers de variétés alors en concurrence dans la catégorie des hybrides perpétuels.
L’atout supplémentaire de la variété 'Camille Bernardin' est son parfum. En 1898, dans le Journal des roses, un classement des vingt-cinq roses les plus parfumées la positionne au douzième rang.
Sur sa fiche d’identité 1902 de la roseraie de L’Haÿ-les-Roses, il est mentionné une variété de création postérieure considérée comme synonyme, 'Madame Baulot' (Lévêque 1885), dont la nouveauté ne sera donc pas prise en compte.